# Leptastrea pruinosa
Leptastrea pruinosa là một loài san hô trong họ Faviidae. Loài này được Crossland mô tả khoa học năm 1952.